# 主計町 (金沢市)

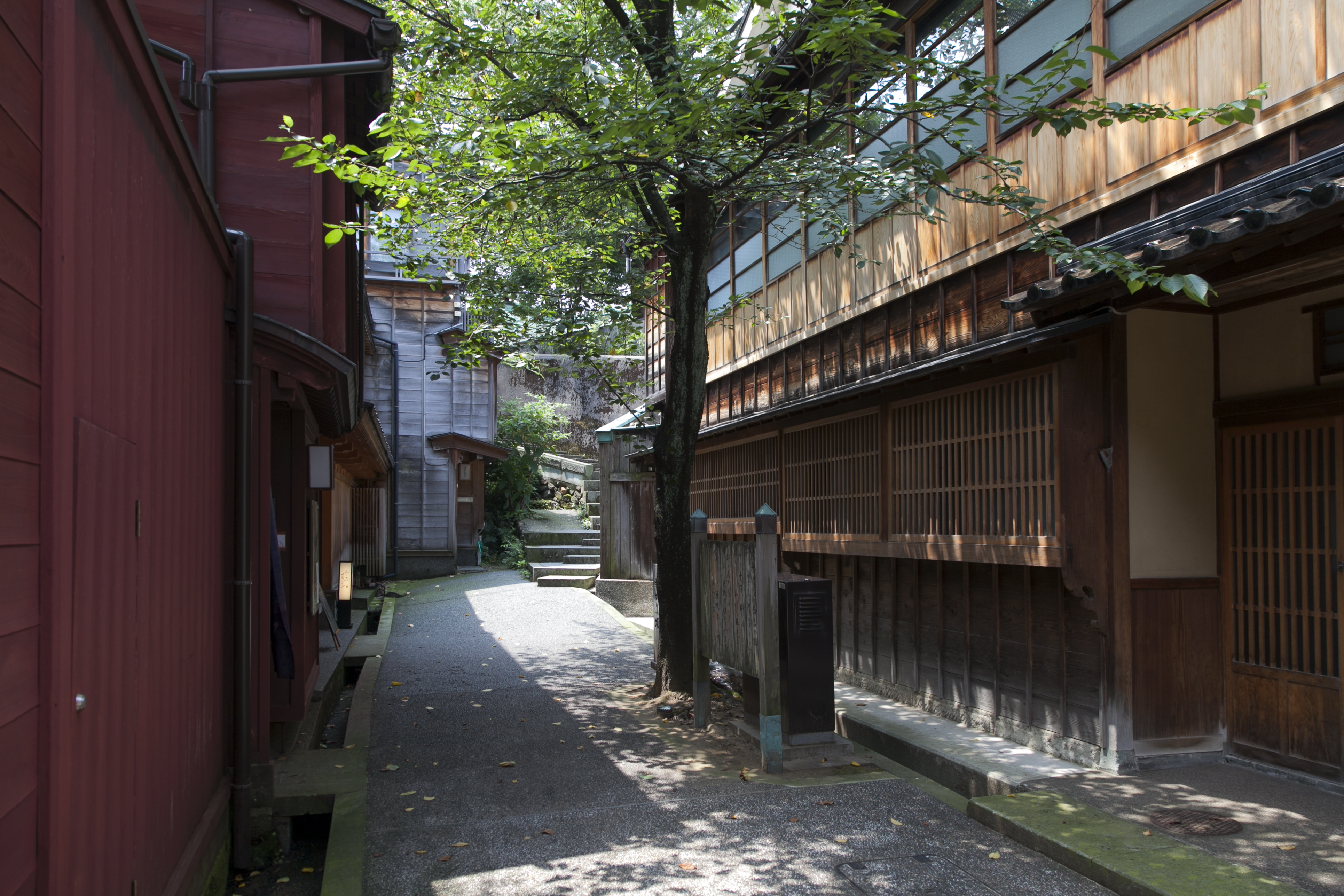
主計町　Googlemaps

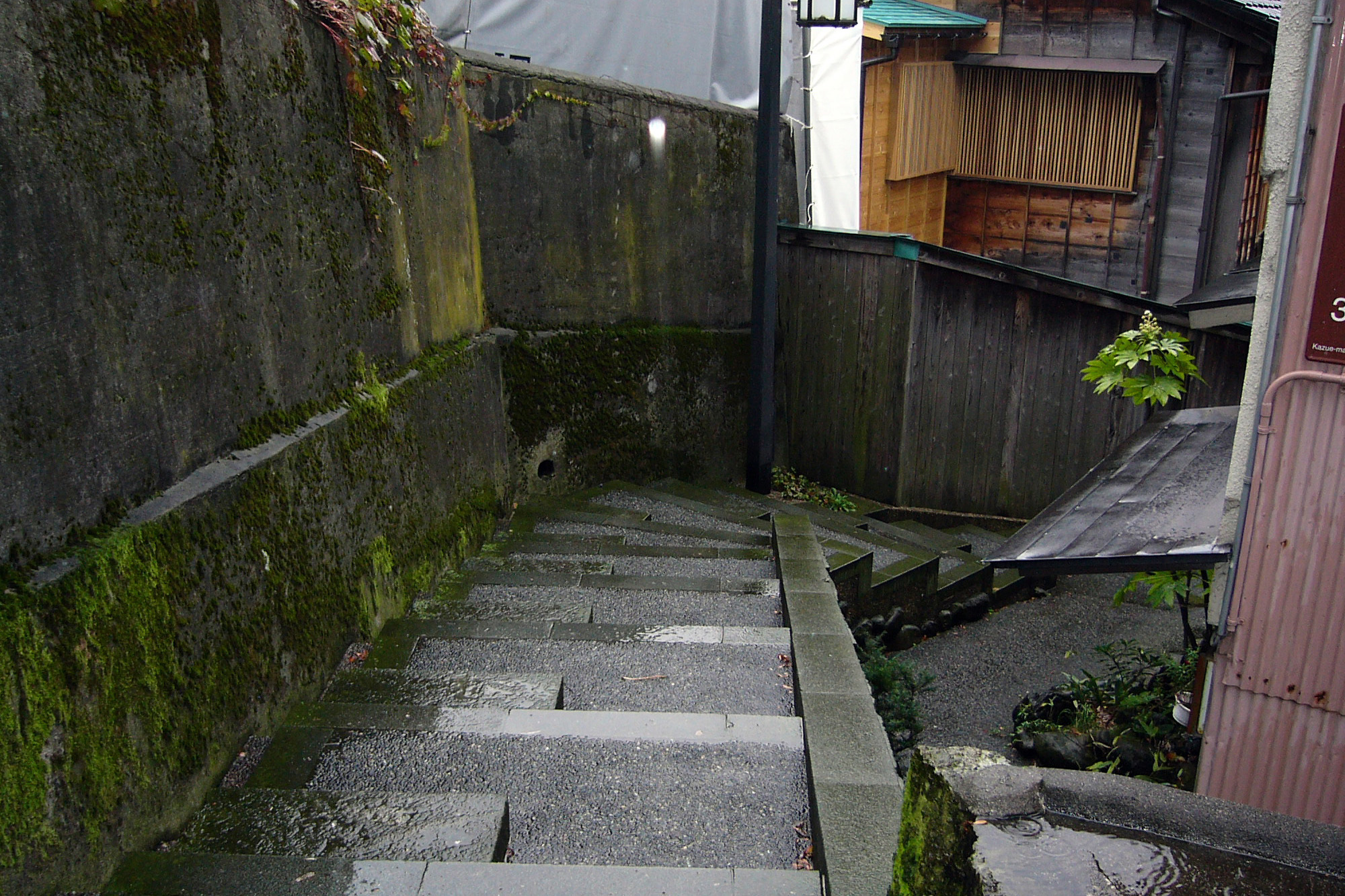
暗がり坂（主計町3）は久保市乙剣宮（くぼいちおとつるぎぐう）へ続く

主計町（かずえまち）は、石川県金沢市の浅野川沿いにある町名。1999年10月1日、旧町名として復活した地域で、旧町名復活運動のさきがけとなった。

## 地理・歴史
加賀藩士･富田主計（とだかずえ）の屋敷があったことに由来。金沢市では東山ひがしとともに、種別茶屋町で重要伝統的建造物群保存地区として選定されている。
主計町は北国街道が浅野川を渡る地点に架かる浅野川大橋の近くに位置する。茶屋町として明治期から昭和戦前期にかけて栄え、当時の建造物が多く残っている。金沢の茶屋街は東山地区の「ひがし」と、野町地区の「にし」と、浅野川の近くで「ながれ」とも呼ばれた主計町の3つがある。どこも石畳が敷かれ、料亭や茶屋が並び、「木虫籠」（きむずこ）と呼ばれる格子窓から、三味線の音が聞こえてくる情緒ある町並みである。
五木寛之は1978年に主計町を舞台に新聞記者と少女との恋愛を描いた小説『浅の川暮色』（あさのがわぼしょく）を出した。2010年には「金沢ものがたり　主計町あかり坂」（『オール讀物』2010年4月号）を書いた。主計町の芸妓になった高木凜（りん也）と、泉鏡花の研究家で老詩人の高橋冬二郎のやり取りの中で、高橋に名無しの坂に触れて「暗、と、明。泉鏡花にはあけの明星をよんだ句があります。そこで、あかり坂。よし、これできまった」と語らせている。

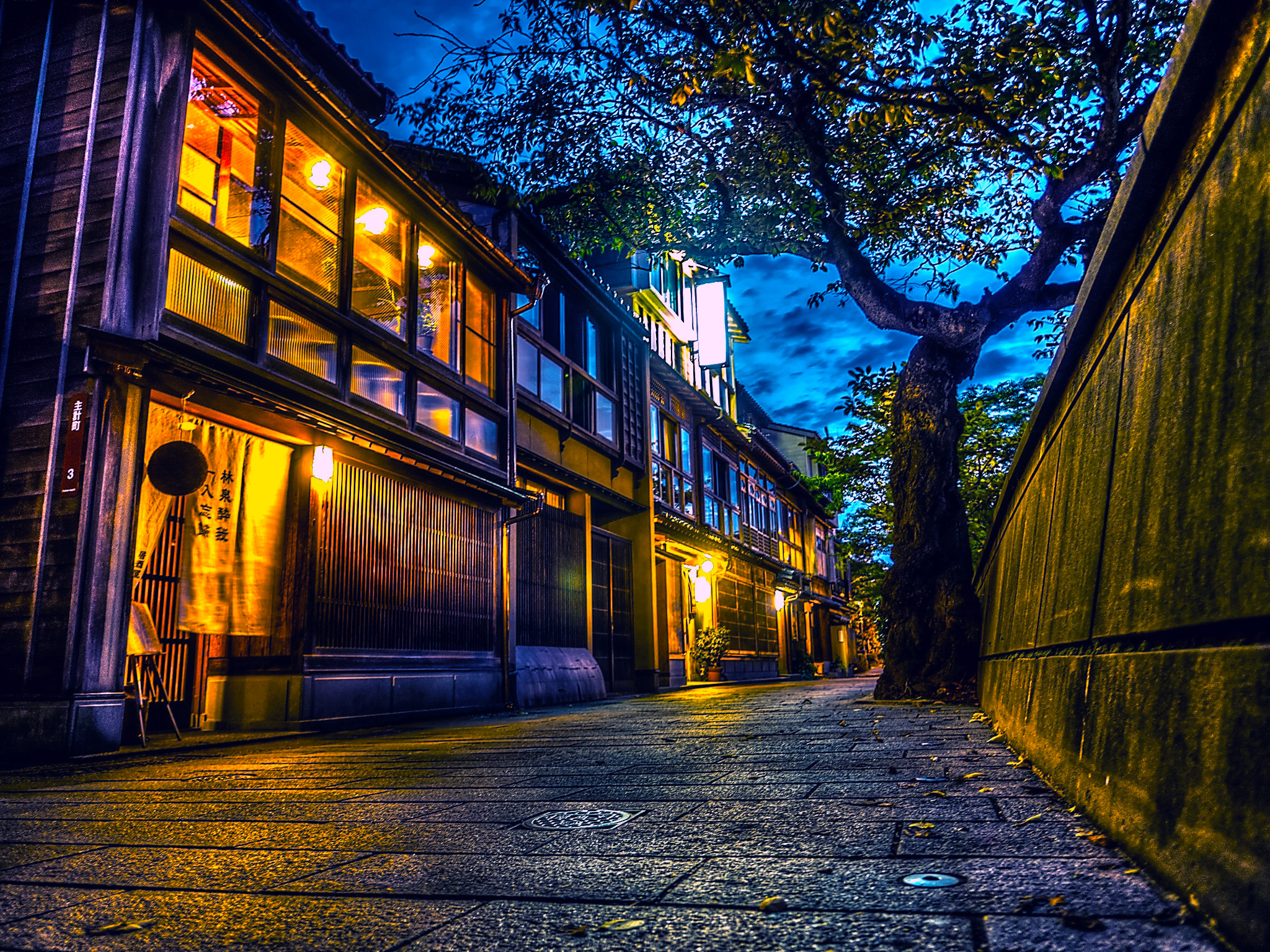
主計町の夕景

## ｢住居表示に関する法律｣のモデル都市指定
- 1963年…金沢市が国から｢住居表示に関する法律｣のモデル都市の指定を受ける。
- 1970年…尾張町2丁目の一部となり、｢主計町｣の地名消滅。
- 1979年…市制90周年記念として、｢歴史のまちしるべ標示事業｣実施。旧町名復活への機運の萌芽とされる。
- 1996年…旧町名復活委員会結成。
- 1998年…旧主計町住民、金沢市と初協議。
- 1999年10月1日…尾張町2丁目のうち、旧主計町域に改めて住居表示が施行される形で｢主計町｣が成立（全国初の旧町名復活）[4]。
- 2003年4月1日...主計町が金沢市の都市計画により伝統的建造物群保存地区に決定。
- 2004年
  - 3月25日…｢金沢市旧町名復活の推進に関する条例｣制定。
  - 5月1日…主計町の区域拡大[4]。
- 2008年6月9日…重要伝統的建造物群保存地区として選定。

## 旧町名復活の条件
- 歴史と由来のある町名であること
- 住民の総意が得られること
- 法の枠を超えない範囲であること(街区方式にのっとっているかどうか)

## 世帯数と人口
2018年（平成30年）4月1日現在の世帯数と人口は以下の通りである。
| 町丁   | 世帯数 | 人口 |
| ------ | ------ | ---- |
| 主計町 | 18世帯 | 25人 |

## 小・中学校の学区
市立小・中学校に通う場合、学区は以下の通りとなる。
| 番・番地等 | 小学校             | 中学校             |
| ---------- | ------------------ | ------------------ |
| 全域       | 金沢市立兼六小学校 | 金沢市立兼六中学校 |